# Adobe After Effects
Adobe After Effects — програмне забезпечення компанії Adobe Systems для редагування відео і динамічних зображень, розробки композицій (композітінг ), анімації і створення різних ефектів. Широко застосовується в обробці знятого відеоматеріалу (корекція кольору, пост-продакшн ), при створенні рекламних роликів, музичних кліпів, у виробництві анімації (для телебачення і web), титрів для художніх і телевізійних фільмів, а також для цілого ряду інших завдань, в яких потрібно використання цифрових відеоефектів.
Назва походить від ефекту, відомого як «стійкість (інертність) зорового відчуття», цей механізм використовує сенсорну пам'ять сітківки ока, яка дозволяє зберігати зорову інформацію протягом короткого проміжку часу.
Завдяки великій бібліотеці плагінів, розроблених сторонніми компаніями, AfterEffects також використовується в поліграфії та графічному дизайні для редагування статичних графічних зображень (фотографій, зображень, згенерованих на комп'ютері і т. д.).

Скріншот інтерфейсу програми з завантаженою сценою

Спочатку After Effects був створений фірмою Company of Science and Art, версія 1.0 була випущена в січні 1993 року а потім, в липні 1993 року, CoSA разом з продуктом After Effects була придбана корпорацією Aldus; в свою чергу, в 1994 році ця компанія разом з PageMaker і After Effects була придбана компанією Adobe.

## Історія версій
After Effects був спочатку розроблений Company of Science and Art в Провіденс, США. Версія 1.0 була випущена в січні 1993 року. У версії 2.1, випущеної в 1994 році, з'явилося прискорення у версіях для PowerPC. CoSA разом з програмою After Effects були куплені корпорацією Aldus в липні 1993 року; а потім вже Adobe придбала Aldus в 1994 році, а з ним PageMaker і After Effects. Перший новий реліз від Adobe був версією 3.0.
У версії CS4 був доданий фільтр мультиплікації Cartoon, розширені можливості інструменту Shape Layers, який призначений для малювання та анімації векторних кривих з можливістю додавання і анімації штрихів, заливок, градієнтів і векторних ефектів; додана можливість конвертувати текст в shape paths або mask paths, підтримка Adobe Pixel Bender, більше 250 анімованих текстових пресетів, можливість відображення зон безпеки 4:3 на широкоекранних композиціях, підтримка сервісу Adobe Community Help.
| Виробник | Дата                 | Версія         | Кодове ім'я                     | Значні зміни |
| -------- | -------------------- | -------------- | ------------------------------- | --- |
| CoSA     | Січень 1993 року.    | 1.0            | Egg (Яйце)                      | шари, трансформації; тільки для Mac |
| CoSA     | Травень 1993 року    | 1.1            |                                 | більше ефектів |
| Aldus    | Січень 1994 року     | 2.0            | Teriyaki                        | Окно Time Layout, багатомашинний рендеринг |
| Adobe    | Жовтень 1995 року    | 3.0            | Nimchow                         | безліч ефектів на шар, розрахунок рухів, імпортування в Illustrator, імпортування в Photoshop, перша версія японською мовою |
| Adobe    | Квітень 1996 року    | 3.1            |                                 | формати файлів, безліч процесів |
| Adobe    | Травень 1997 року    | 3.1 (Windows)  | Dancing Monkey (Танцююча мавпа) | перша версія під Windows, спливаючі меню, перші версії німецькою та французькою мовами |
| Adobe    | Січень 1999 року     | 4.0            | ebeer                           | вкладки, настройка шарів, RAM перегляд, імпортування в Premiere; вперше версії і для Mac, і для Windows |
| Adobe    | Вересень 1999 року   | 4.1            | Batnip                          | новий вид, перегляд папок, 3D ефекти |
| Adobe    | Квітень 2001 року    | 5.0            | Melmet                          | 3D, вираження |
| Adobe    | 7 січня 2002 року    | 5.5            | Fauxfu                          | вдосконалений 3D рендеринг, багато 3D переглядів, перша версія для OS X |
| Adobe    | Серпень 2003 року    | 6.0            | Foodfite                        | малювання, скрипти, текстові шари, підтримка OpenGL |
| Adobe    | Травень 2004 року    | 6.5            | Chambant                        | клонування, шаблони анімацій |
| Adobe    | Січень 2006 року     | 7.0            | Clamchop                        | нове оформлення, управління кольорами дисплея, динамічна зв'язок з Premiere Pro, перші версії на іспанською та італійською мовами |
| Adobe    | 2 липня 2007 року    | CS3 (8.0)      | Metaloaf                        | фігурні шари, нові інструменти, замітки, повне управління кольорами; перша Intel версія на Mac |
| Adobe    | 22 січня 2008 року   | CS3 (8.0.2)    | Metaloaf                        | підтримка Panasonic P2; остання PowerPC версія на Mac |
| Adobe    | 23 вересня 2008 року | CS4 (9.0)      | Chinchillada                    | QuickSearch (пошук) у проекті та історії, Mini-Flowchart, імпорт шарів з PS 3D, Mocha |
| Adobe    | 5 січня 2009 року    | CS4 (9.0.1)    | Chinchidotta                    | підтримка формату RED R3D (за допомогою плагіна REDCODE v1.3) |
| Adobe    | 29 травня 2009 року  | CS4 (9.0.2)    | Lottadotta                      | виправлення вильотів, оновлення плагіна REDCODE до версії v1.7, підтримка XDCAM HD |
| Adobe    | 30 квітня 2010 року  | CS5 (10.0)     | Esgocart                        | підтримка процесорів з 64-бітної архітектурою. Припинення підтримки процесорів з 32-бітної архітектурою. |
| Adobe    | 3 вересня 2010 року  | CS5 (10.0.1)   | Esgodot                         | виправлено декілька типів збоїв і помилок (перемішані AIFF аудіо, Cube LUT канал підкачки і т. д.), RED поновлення (науковий колір v2, ROCKET, RMD metadata), покращена сумісність LUT (.3 DL з плаваючою комою або 3DMESH/Mesh ключові слова, або врятуватися від ASSIMILATE SCRATCH системи), оновлення в комплекті сторонніх плагінів                                            |
| Adobe    | 8 квітня 2011 року   | CS5 (10.0.2)   | Esgodoh                         | фіксує «Несподіваний тип даних» Помилка відкриття проекту з відсутністю ефектів, зіткнення з спрямованого розмивання та інших ефектів на комп'ютерах з 16 або більше логічних процесорів, і аварії відкриття композиції створеного Automatic Duck Pro AE імпорту. |
| Adobe    | 11 квітня 2011 року  | CS5.5 (10.5)   | Codname                         | ефект Warp Stabilizer, Camera Lens Blur і камери шар для поліпшення глибини різкості і боке, джерелом підтримки тайм-коду і поліпшення Timecode ефект стереоскопічного 3D Створення установки і поліпшені 3D-ефектом окуляри, легкий спад, імпорт CinemaDNG, розширення RED (R3D) функції, XDCAM EX і XDCAM HD вихід, інтеграція з Adobe Audition CS5.5, збереження проекту як CS5. |
| Adobe    | 30 червня 2011 року  | CS5.5 (10.5.1) | Codot                           | |
| Adobe    | 2 червня 2012 року   | CS6 (10.5.2)   | Esgodoh                         | Підтримка Nvidia GeForce GTX 680, AtomKraft, виправлення помилок, додавання функції 3D-трекінгу |
| Adobe    | 12 жовтня 2012 року  | CS6 (11.0.2)   | NoneMoreDot                     | adds support for more Nvidia cards and Intel HD Graphics, new memory handling preference allowing reversion to CS5.5 behavior, several bug fixes. |
| Adobe    | 17 червня 2013 року  | CC (12.0)      | Sconehenge                      | C4D Lite & Cineware integration, Refine Edge tool, Refine Soft Matte, layer snapping, Warp Stabilizer VFX |

## Див.також
- Fusion